# Pedro Victor Delmino da Silva
Pedro Victor Delmino da Silva (Maceió, 13 de abril de 1998), más conocido como Pedrinho, es un futbolista brasileño que juega como centrocampista en el F. K. Shajtar Donetsk de la Liga Premier de Ucrania.

## Biografía
Con catorce años empezó a formarse como futbolista en el Esporte Clube Vitória, donde solo permaneció un año, ya que en la temporada de 2013 fichó por la disciplina del S. C. Corinthians. En la temporada de 2016, jugando en el filial del club, jugó un total de nueve partidos y anotó cinco goles, por lo que a principios de 2017 subió al primer equipo, haciendo su debut profesional el 19 de marzo de 2017 en la derrota por 0-1 contra la Associação Ferroviária de Esportes.

## Estadísticas

### Inferiores
| Inferiores | Div.          | Temporada     | Liga  | Liga  | Liga   | Regional(1) | Regional(1) | Regional(1) | Copas nacionales(2) | Copas nacionales(2) | Copas nacionales(2) | Torneos internacionales(3) | Torneos internacionales(3) | Torneos internacionales(3) | Total | Total | Total  | Media goleadora(4) |
| Inferiores | Div.          | Temporada     | Part. | Goles | Asist. | Part.       | Goles       | Asist.      | Part.               | Goles               | Asist.              | Part.                      | Goles                      | Asist.                     | Part. | Goles | Asist. | Media goleadora(4) |
| --- | ------------- | ------------- | ----- | ----- | ------ | ----------- | ----------- | ----------- | ------------------- | ------------------- | ------------------- | -------------------------- | -------------------------- | -------------------------- | ----- | ----- | ------ | ------------------ |
| S. C. Corinthians · Brasil | Sub-17        | 2014          | -     | -     | -      | 20          | 1           | ?           | -                   | -                   | -                   | —                          | —                          | —                          | 20    | 1     | ?      | 0,05               |
| S. C. Corinthians · Brasil | Sub-17        | 2015          | -     | -     | -      | 22          | 13          | ?           | -                   | -                   | -                   | —                          | —                          | —                          | 22    | 13    | ?      | 0,59               |
| S. C. Corinthians · Brasil | Sub-20        | 2015          | 1     | -     | -      | -           | -           | -           | -                   | -                   | -                   | —                          | —                          | —                          | 1     | 0     | 0      | 0                  |
| S. C. Corinthians · Brasil | Sub-20        | 2016          | 9     | 3     | -      | 9           | 1           | -           | -                   | -                   | -                   | —                          | —                          | —                          | 18    | 4     | ?      | 0,44               |
| S. C. Corinthians · Brasil | Sub-20        | 2017          | -     | -     | -      | 9           | 5           | ?           | -                   | -                   | -                   | —                          | —                          | —                          | 9     | 5     | ?      | 0,56               |
| S. C. Corinthians · Brasil | Total club    | Total club    | 10    | 3     | 0      | 60          | 20          | ?           | 0                   | 0                   | 0                   | 0                          | 0                          | 0                          | 70    | 23    | ?      | 0,33               |
| Total carrera | Total carrera | Total carrera | 10    | 3     | 0      | 60          | 20          | ?           | 0                   | 0                   | 0                   | 0                          | 0                          | 0                          | 70    | 23    | ?      | 0,33               |
| (1) Incluye datos de la Copa Ipiranga (2016), Campeonato Paulista Sub-17, Campeonato Paulista Sub-20, Copa São Paulo (2015-17) (2) Incluye datos de la Copa de Brasil (2016-Act.) (4) No se incluyen datos de partidos amistosos. |               |               |       |       |        |             |             |             |                     |                     |                     |                            |                            |                            |       |       |        |                    |

### Clubes
Actualizado al último partido jugado el 2 de diciembre de 2018.
| Club | Div.          | Temporada     | Liga  | Liga  | Liga   | Regional(1) | Regional(1) | Regional(1) | Copas nacionales(2) | Copas nacionales(2) | Copas nacionales(2) | Torneos internacionales(3) | Torneos internacionales(3) | Torneos internacionales(3) | Total | Total | Total  |
| Club | Div.          | Temporada     | Part. | Goles | Asist. | Part.       | Goles       | Asist.      | Part.               | Goles               | Asist.              | Part.                      | Goles                      | Asist.                     | Part. | Goles | Asist. |
| --- | ------------- | ------------- | ----- | ----- | ------ | ----------- | ----------- | ----------- | ------------------- | ------------------- | ------------------- | -------------------------- | -------------------------- | -------------------------- | ----- | ----- | ------ |
| S. C. Corinthians · Brasil | 1.ª           | 2017          | 12    | -     | -      | 5           | -           | -           | -                   | -                   | -                   | 2                          | 1                          | -                          | 19    | 1     | 0      |
| S. C. Corinthians · Brasil | 1.ª           | 2018          | 33    | -     | 2      | 8           | 1           | 1           | 5                   | 1                   | 1                   | 6                          | -                          | 1                          | 52    | 2     | 5      |
| S. C. Corinthians · Brasil | Total club    | Total club    | 45    | 0     | 2      | 12          | 1           | 1           | 5                   | 1                   | 1                   | 8                          | 1                          | 1                          | 71    | 3     | 5      |
| Total carrera | Total carrera | Total carrera | 45    | 0     | 2      | 12          | 1           | 1           | 5                   | 1                   | 1                   | 8                          | 1                          | 1                          | 71    | 3     | 5      |
| (1) Incluye datos del Campeonato Paulista (2017). (2) Incluye datos de la Copa de Brasil (2017). (4) No incluye goles en partidos amistosos. |               |               |       |       |        |             |             |             |                     |                     |                     |                            |                            |                            |       |       |        |

## Palmarés

### Títulos regionales
| Título              | Club              | Región    | Año  |
| ------------------- | ----------------- | --------- | ---- |
| Campeonato Paulista | S. C. Corinthians | São Paulo | 2017 |
| Campeonato Paulista | S. C. Corinthians | São Paulo | 2018 |

### Títulos nacionales
| Título               | Club                  | País    | Año  |
| -------------------- | --------------------- | ------- | ---- |
| Campeonato Brasileño | S. C. Corinthians     | Brasil  | 2017 |
| Supercopa de Ucrania | F. K. Shajtar Donetsk | Ucrania | 2021 |
| Copa de Ucrania      | F. K. Shajtar Donetsk | Ucrania | 2025 |